# Agrotis pectinata
Agrotis pectinata là một loài bướm đêm trong họ Noctuidae.